# Dinotopia: Journey to Chandara
Dinotopia: Journey to Chandara is een fantasyboek van de Amerikaanse auteur James Curney. Het boek is het vierde deel uit een reeks boeken over het fictieve eiland Dinotopia.

## Inhoud
Hugo Khan, de mysterieuze keizer van Chandara (een keizerrijk aan de zuidoostelijke kant van Dinotopia, dat al lange tijd geïsoleerd is van de rest van het eiland), hoort over Arthur Denisons ontdekkingen. Hij wil de wetenschapper graag eens ontmoeten en stuurt hem een persoonlijke uitnodiging. Arthur accepteert de uitnodiging, en vertrekt met zijn dinosaurusgids Bix naar Chandara. Onderweg komt het duo een aantal nieuwe inwoners tegen, zoals de magiër Cornelius Mazurka en zijn Therizinosaurus Henriette. Zij wonen in de ruïnes van een oude stad genaamd Bilgewater. Tevens belanden ze in de stad Jorotongo, een stad die om de paar jaar in zijn geheel wordt verplaatst.
Arthur en Bix komen onverwacht Lee Crabb tegen, die blijkbaar ontsnapt is aan zijn bewakers. Hij steelt de uitnodiging. Daar ze zonder uitnodiging niet langs de grenswachters kunnen, moeten Arthur en Bix een omweg maken door een moeras, waar het vergeven is van de Allosaurussen, en over een bergketen. In de bergen worden ze beroofd door Nibor Dooh. Hij geeft Arthur ter compensatie van het verlies van zijn bezittingen wel wat kleren die hij van een vorig slachtoffer heeft gestolen. Dankzij deze kleren kunnen Arthur en Bix zich voordoen als inwoners van Chandara, en ongezien langs de wachters lopen.
Eenmaal in Chandara lukt het Arthur uitgenodigd te worden aan het hof van de keizer. Daar blijkt Lee Crabb ook al te zijn, die zich met de gestolen uitnodiging voordoet als Arthur. Zijn plan is om zo toegang te krijgen tot de wapens die in Chandara liggen. Wanneer Arthur Lee ontmaskert, laat keizer Hugo Khan Lee meteen opsluiten.
Aan het einde van de dag maakt Khan bekend dat hij de grenzen van Chandara weer open wil stellen voor de rest van Dinotopia. Arthur en Bix accepteren de uitnodiging om nog een tijdje te blijven om de stad goed te leren kennen.